# عنتر المفلتر (مسرحية)
عنتر المفلتر مسرحية كوميدية كويتية تدور أحداثها حول حياة عنتر وعائلته عرضت في الكويت والرياض وتبوكو دبي وأبوظبي

## طاقم العمل

### الممثلين
- طارق العلي
- جمال الردهان
- أحمد الفرج
- هند البلوشي
- ميس كمر
- مشاري المجيبل
- شيماء قمبر
- شملان المجيبل
- مصطفى محمود
- فيصل السعد
- عبدالله البصيري
- محمد خالد الوزير

### موسيقى
- محمد الشريدة   (كلمات الأغاني)
- عبد الله العماني (الألحان)
- منتظر الزاير (مكس وتوزيع الأغاني)

### إنتاج
- فروغي للإنتاج الفني (منتج)
- رائد حسن   (مدير إدارة الإنتاج)

### إخراج
- مشاري المجيبل   (مخرج)
- عبد الله البصيري (مساعد مخرج)

### ادوار متعدده
- عيسى العلوي   (إشراف عام)
- مهنا فوزي   (الإضاءة المسرحية)

### صوت
- مهنا فوزي   (مهندس الصوت)

### ديكور
- قاسم شليان   (مهندس الديكور)

### دعاية
- سعد العوض (تصميم الإعلانات)